# Adam Lang (Politiker, 1876)
Adam Lang (im Landtagshandbuch wird er als Adam II. Lang bezeichnet) (* 14. Juli 1876 in Urberach; † 26. November 1965 in Dieburg) war ein hessischer Politiker (SPD) und ehemaliger Abgeordneter des Landtags des Volksstaates Hessen in der Weimarer Republik.
Adam Lang war der Sohn des Hausierers, Musikers und Fabrikarbeiters Georg Lang und dessen Frau Katharina geborene Rückert. Adam Lang, der katholischen Glaubens war, heiratete am 26. Mai 1928 in Offenbach am Main Katharina geborene Kolb (* 8. Februar 1887 in Hahn b. Darmstadt; † 7. Dezember 1942 in Frankfurt am Main) in zweiter Ehe. In erster Ehe, geschlossen 1905 in Urberach, war er mit Eva Margaretha geborene Lotz (* 27. Oktober 1883 in Urberach; † 3. Juni 1927 in Frankfurt am Main) verheiratet. Aus dieser Ehe stammen zwei Söhne mit Namen Adam und Franz. 
Adam Lang besuchte die Volksschule in Urberach und arbeitete danach als Gold-, Silberarbeiter sowie bis 1912 als Gürtler, 1912 bis 1933 als Angestellter des Konsumvereins Sprendlingen und Umgebung in Urberach. Ab 1914 war er Vorsitzender der Ortskrankenkasse für den Kreis Dieburg und Mitglied des Gemeinderats in Urberach. Von 1919 bis 1924 gehörte er dem Landtag an. Nachdem er 1924 nicht mehr in das Parlament einziehen konnte, rückte er am 23. Februar 1925 für Reinhard Strecker für eine dritte Wahlperiode nach und schied 1927 endgültig aus dem Landtag aus.
Nach 1945 war er Verwaltungsdirektor der Ortskrankenkasse für den Kreis Dieburg.